# Conrad Kreuzer

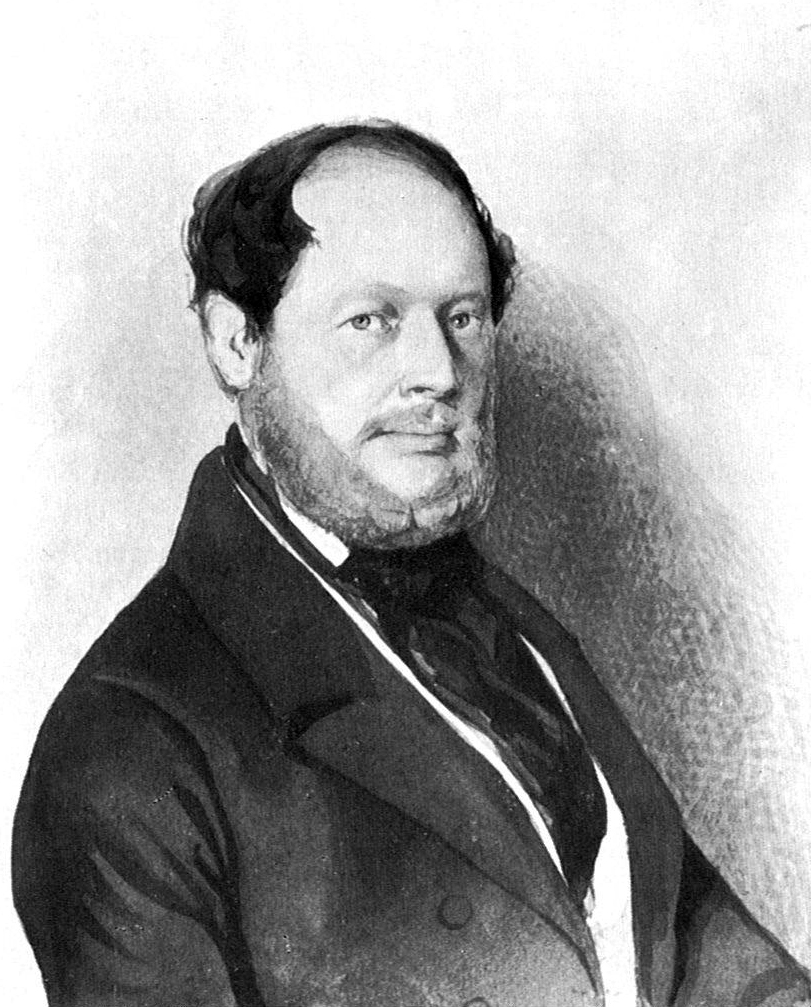
Selbstporträt (um 1845)

Conrad Kreuzer (auch Konrad Kreutzer; * 8. Dezember 1810 in Graz, Kaisertum Österreich; † 6. März 1861 ebenda) war ein österreichischer akademischer Zeichner sowie Landschafts- und Vedutenmaler. Mit zahlreichen Zeichnungen und Gemälden seiner Heimat, die er oft in der Tempera-Technik anfertigte, gilt er als wichtigster „Porträtist“ der Stadt Graz und bedeutendster Vertreter des steirischen Biedermeiers. Vor allem eine Reihe von Stahlstichen im historischen Stadtführer des Geographie-Professors Gustav Schreiner brachte Kreuzer nachhaltige Bekanntheit ein. Sein älterer Bruder Vinzenz war ebenfalls Zeichner und Landschaftsmaler.

## Leben

### Jugend und Ausbildung
Conrad Kreuzer kam 1810 in der steirischen Landeshauptstadt Graz zur Welt, wo er den Großteil seines Lebens verbrachte. Sein Vater war ein niederer Beamter namens Peter. Über seine Kindheit und früheste Jugend ist nur so viel bekannt, dass er sich bereits früh der Malerei verbunden fühlte.
Ab 1828 besuchte Kreuzer die ständische Zeichenakademie in dem Palais Stubenberg in seiner Heimatstadt. Wenngleich er dort die Grundlagen für sein späteres Schaffen erlernen sollte, war er mit der Ausbildung nicht zufrieden und versuchte wie viele andere, einen Platz an der Wiener Akademie zu ergattern. Unterstützt durch ein Memorandum seines Förderers Albert Muchar reiste Kreuzer 1830 nach Wien, um Marie-Louise, der Witwe Napoleons, fünf Landschaftsaquarelle zu überreichen. Die Erzherzogin hatte im selben Jahr einen Urlaub in der Grazer Villa Mandell verbracht und soll sich daher für das Erscheinungsbild der Stadt interessiert haben. Der junge Künstler kam jedoch zu ungelegener Zeit und ein Empfang blieb ebenso wie ein in Aussicht gestellter Freiplatz an der Akademie aus. Als Entschädigung für seine Arbeit erhielt er 100 Gulden.
Conrad blieb daraufhin – wie auch sein Bruder Vinzenz – bis 1832 an der Zeichenschule und lernte unter Josef August Stark (1782–1838). Anders als etwa Josef Kuwasseg, der durch seine Tätigkeit an der lithographischen Anstalt Trentschensky in Wien viel zur idealen Gestaltung einer Landschaft lernte, blieben die Brüder Kreuzer in Graz und eigneten sich ihre malerischen Fähigkeiten im Selbststudium an. Letztlich wurden so beide trotz ungünstiger wirtschaftlicher Lebenslage zu namhaften Künstlern ihrer Zeit.

### Lehrtätigkeit

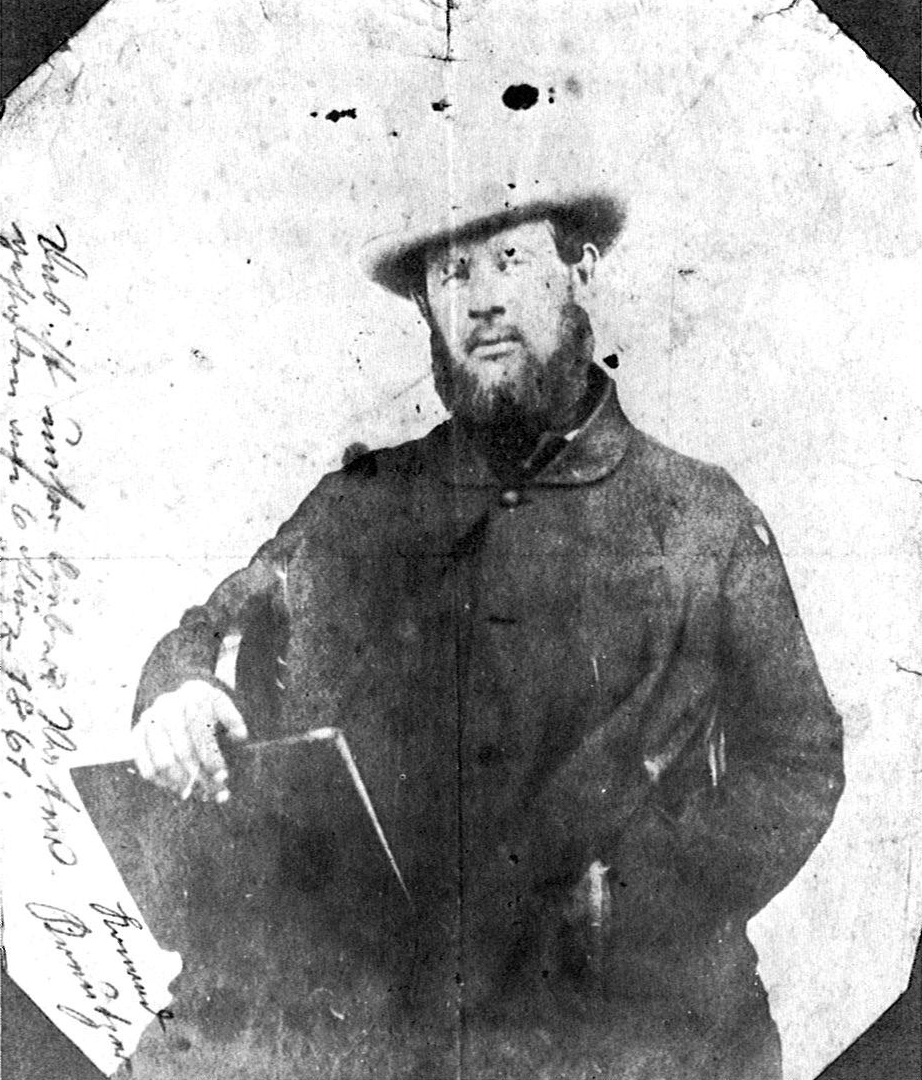
Porträt im Salzdruck

Um sich ein Zubrot zu verdienen, war Conrad Kreuzer auch als Mal- und Zeichenlehrer in Häusern des gehobenen Bürgertums tätig. Ein Zeugnis vom 1. Februar 1857 eines gewissen Prinzen von Württemberg bescheinigt dem Künstler einen guten Umgang mit seinen Schülern:

„Herr Conrad Kreutzer in Gratz hat während fünf Jahren, und zwar 1846 bis inclusive 1850 theils mir selbst, theils meinen Kindern Unterricht im Zeichnen, im Aquarelle und im Oehlmahlen ertheilt. Derselbe besitzt in hohem Grade die Gabe, sich leicht fasslich auszudrücken und seine Schüler durch seine Belehrungen schnell vorwärts zu bringen, dabei ist er auch stets bemüht, den wahren Kunstsinn zu erwecken, und ein Fortschreiten in edlerem Sinne zu bewirken.“

Ein Gerichtsadvokat und Ritter des k. k. Franz-Josef-Ordens, Dr. Edler von Wasserfall, attestierte Kreuzer, seinen vier Kindern zwischen 1842 und 1848 in „Figuren-Köpfe-Blumen und Landschafts-Malerei sowohl in öhl als in Aquarell mit dem besten Erfolge Unterricht ertheilt“ zu haben. Vom Studienjahr 1853 an war er Lehrer am Fürstbischöflichen Knabenseminar, dem Carolinum-Augustinäum in Graz, wo er Unterricht in Figuren- und Landschaftszeichnen, Aquarell und Malerei gab. Der Institutsvorsteher und Domherr Dr. theol. Johann Riedl lobte die „geschickte Lehrmethode“ Kreuzers.

### Familie

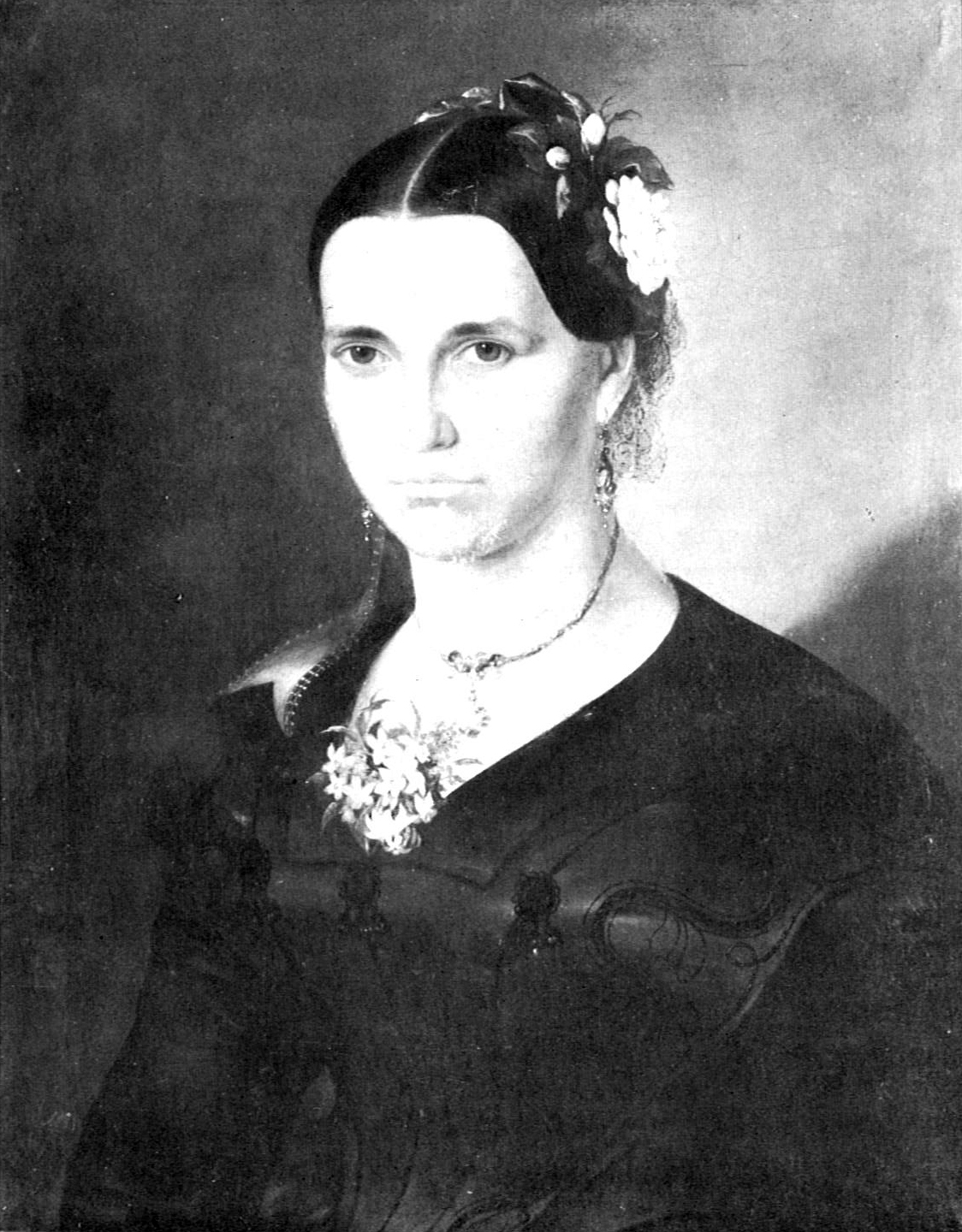
Genoveva Kreuzer

Am 6. Juli 1850 heiratete er im Alter von 40 Jahren Genoveva (geborene Rath) aus Gerichtsbergen bei Fürstenfeld. Zwei heute in Privatbesitz befindliche Bilder, eine in Tempera auf Papier gemalte Kapelle und ein Blumenstillleben in Aquarell auf Karton, werden als Brautgeschenke interpretiert. Schwager Vinzenz porträtierte die von ihm verehrte Genoveva, die als Näherin tätig war und nach dem Tod ihres Gemahls arm und mittellos in Graz verstarb. Aus der Ehe gingen zwei Kinder hervor. Sohn Konrad (1851–1934) wurde Schriftsetzer und starb kinderlos in Feldbach, Tochter Sofie (1855–1930) starb ebenfalls in Feldbach nach „dreitägigem Krankenlager an Herzschlag und Arterienverkalkung“.
Conrad Kreuzer selbst litt in den letzten vier Jahren seines Lebens – so geht es aus der Parte seiner Witwe hervor – an multipler Sklerose. Trotz Krankheit bewarb er sich 1857 um die zweite Lehrstelle im Freihandzeichnen an der oberständischen Oberrealschule. Das Ansuchen ist nicht mehr selbst verfasst und die wacklige Signatur bereits von der Nervenerkrankung gezeichnet. Sein letztes Gemälde, eine Landschaft, datiert aus dem Jahr 1860. Im März 1861 erlag er im Alter von 50 Jahren seinem Leiden im Armen- und Siechenhaus der Stadt. Er wurde auf dem Steinfeldfriedhof begraben.

## Werk
Die ersten Werke des Künstlers datieren aus dem Jahr 1830. Ein auf Karton geklebtes Aquarell Kaktusblüte mit dem Künstlervermerk „nach Natur kubieyrt“ lässt bereits seine Abweichung von der spätklassizistischen Schultradition erkennen. Indem Kreuzer die Natur darstellte anstatt Werke der Vergangenheit zu kopieren, folgte er nicht der üblichen Lehrmethode. Auch seine erste Stadtansicht, die auf dem Gebiet der ehemaligen Dietrichsteinbastei entstand, malte er in jenem Jahr.
Während Kreuzer als Autodidakt im Umgang mit Leinwand und Ölfarbe nie ein bedeutender Ölmaler wurde, fand er die für ihn geeignete Technik in der Temperamalerei. Im Vergleich zu seinen Ölbildern zeichnet seine Temperabilder eine besondere Leuchtkraft der Farben sowie eine noch feinere Ausgestaltung der Details aus. Oft produzierte er die Bilder unter Zuhilfenahme von Lupen in miniaturartiger Ausführung und suchte seine Motive meist in Graz und Umgebung.

Landschaftsveduten
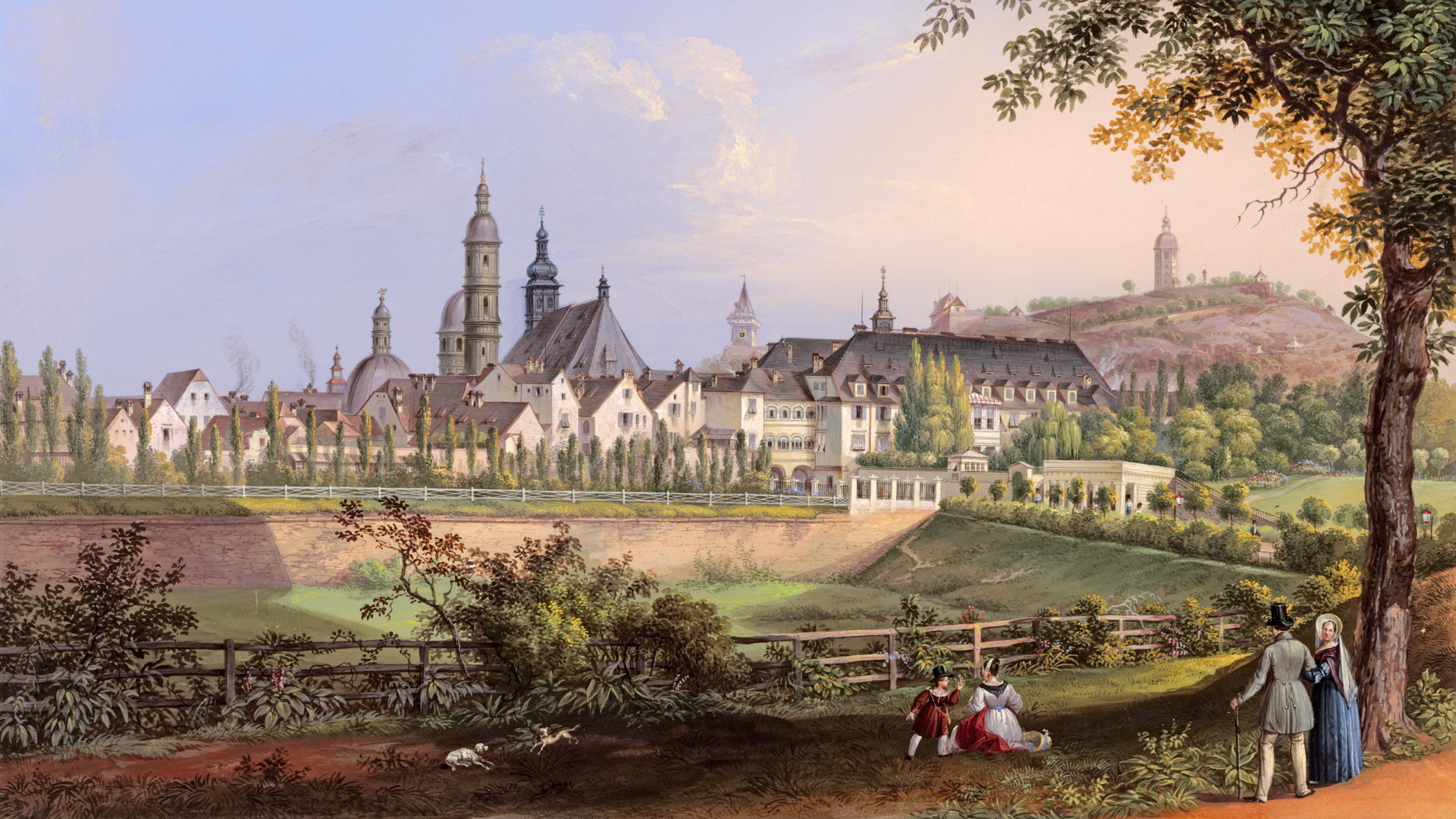
Blick auf die Stadtkrone, Aquarell und Gouache auf Papier
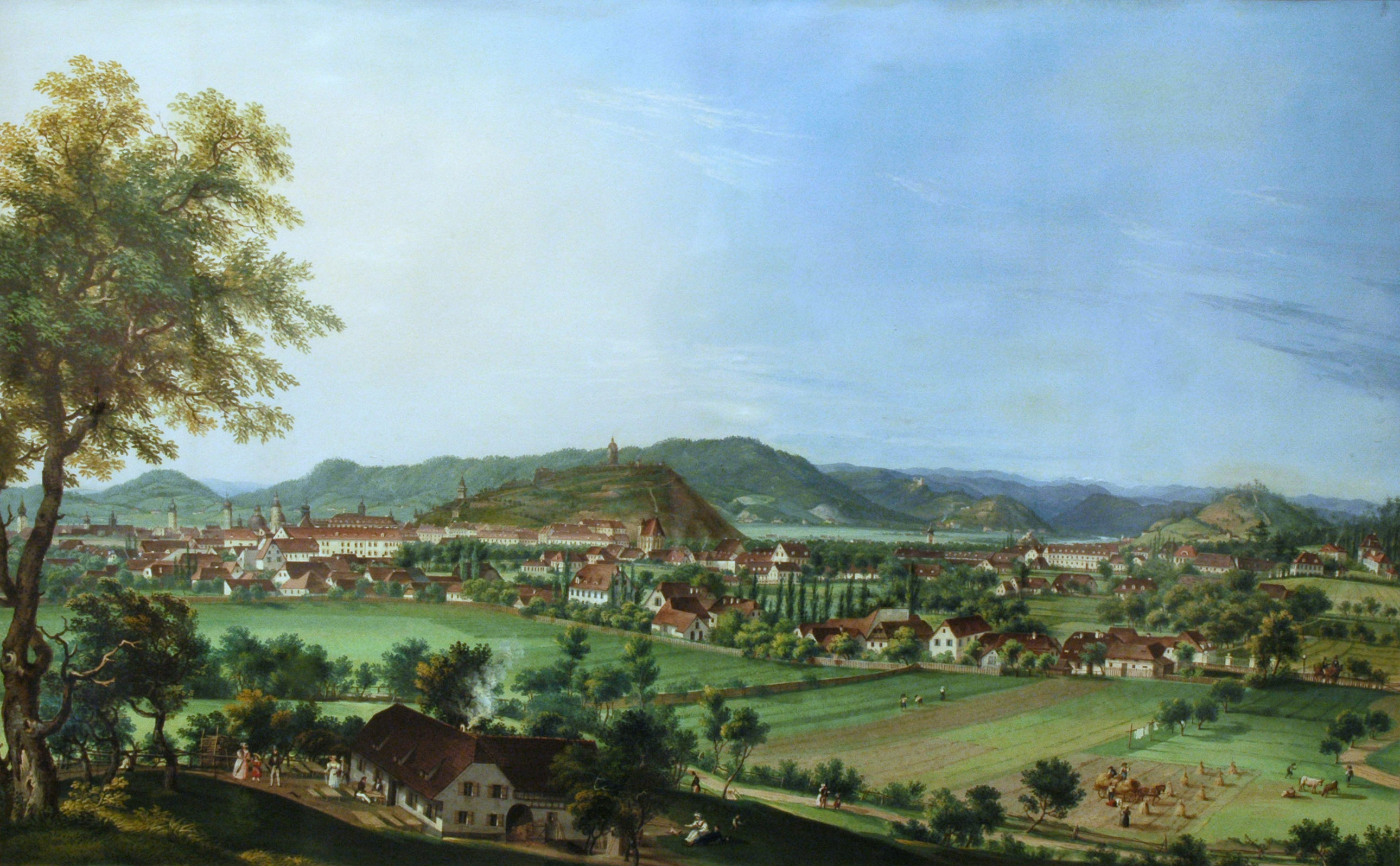
Graz von Südosten (vom Ruckerlberg), Tempera auf Papier

Kreuzer legte besonderen Wert darauf, die Gegenwart mit all ihren technischen Errungenschaften darzustellen. Weil er lange im Brückenkopfgebäude wohnte, hielt er von allen Motiven die Kaiser-Ferdinands-Kettenbrücke (am Standort der heutigen Keplerbrücke) am häufigsten fest. Seine erste von sieben bekannten Ansichten stammt aus dem Baujahr 1836. Bereits in frühen Jahren entwickelte sich der Maler weg von der romantischen Landschaft hin zur Vedute. Im Gegensatz zu seiner ersten Stadtansicht gibt er in späteren Werken die einengende Sichtweise durch bildrahmende Elemente auf und erzeugt panoramaartige Übersichten. Kreuzers bedeutendstes Vermächtnis ist eine Reihe von 23 Stahlstichen, die er nach eigenen Vorlagen, im Auftrag Gustav Schreiners für dessen naturhistorisch-statistisch-topographischen Stadtführer (1843) anfertigte. Wenngleich diese Arbeit die einzige blieb, die er in vielfältiger Technik ausführte, sicherte sie ihm Anerkennung und nachhaltige Bekanntheit. Ebenso bekannt ist eine mehrteilige Panoramafolge von zwei Standpunkten am Schloßberg, die 1840/41 entstand. Eine weitere Auftragsarbeit, die vorsah, für den Historischen Verein für Steiermark alle Schlösser und „merkwürdige Orte“ des Landes abzubilden, wurde – vermutlich aus Kostengründen – nicht fertiggestellt. Der späte Conrad Kreuzer verstärkte die gesamtheitliche, kompositionelle Sehweise und stellte Details plastischer dar. Außerdem wandte er sich von der Temperamalerei ab und produzierte ab 1850 fast ausschließlich Ölgemälde.

Stahlstiche zu Schreiners Grätz (1843)
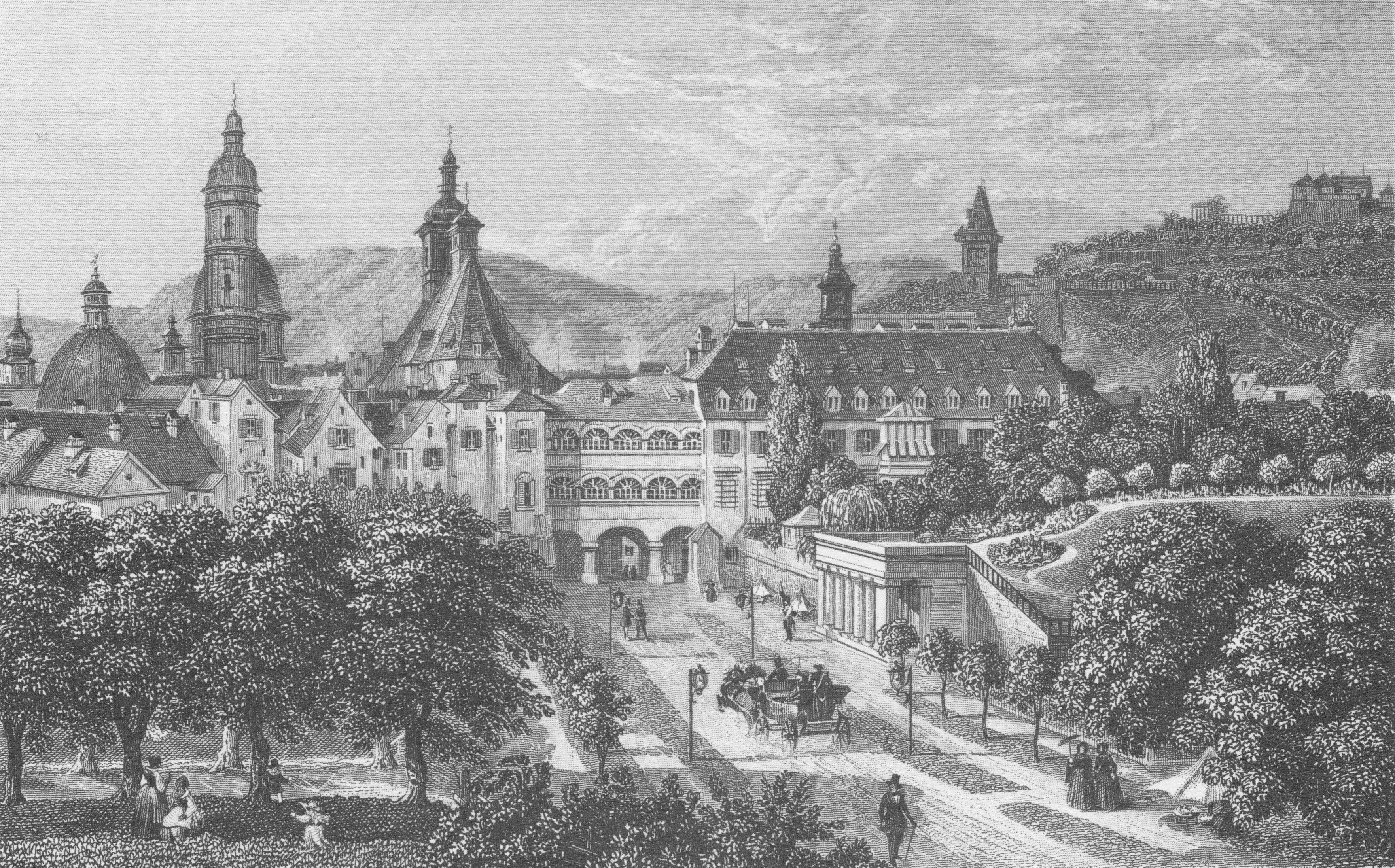
Burgtor
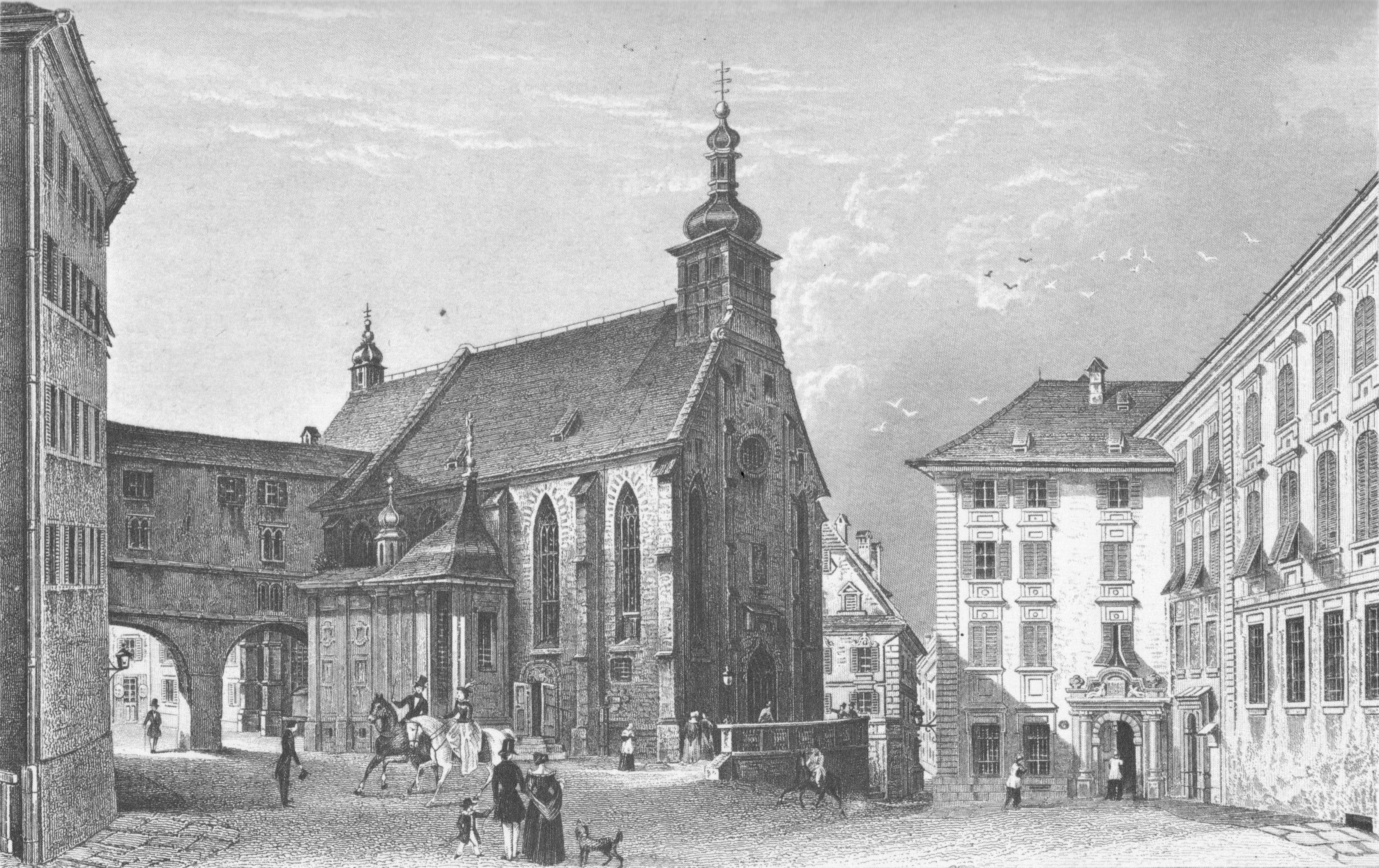
Dom
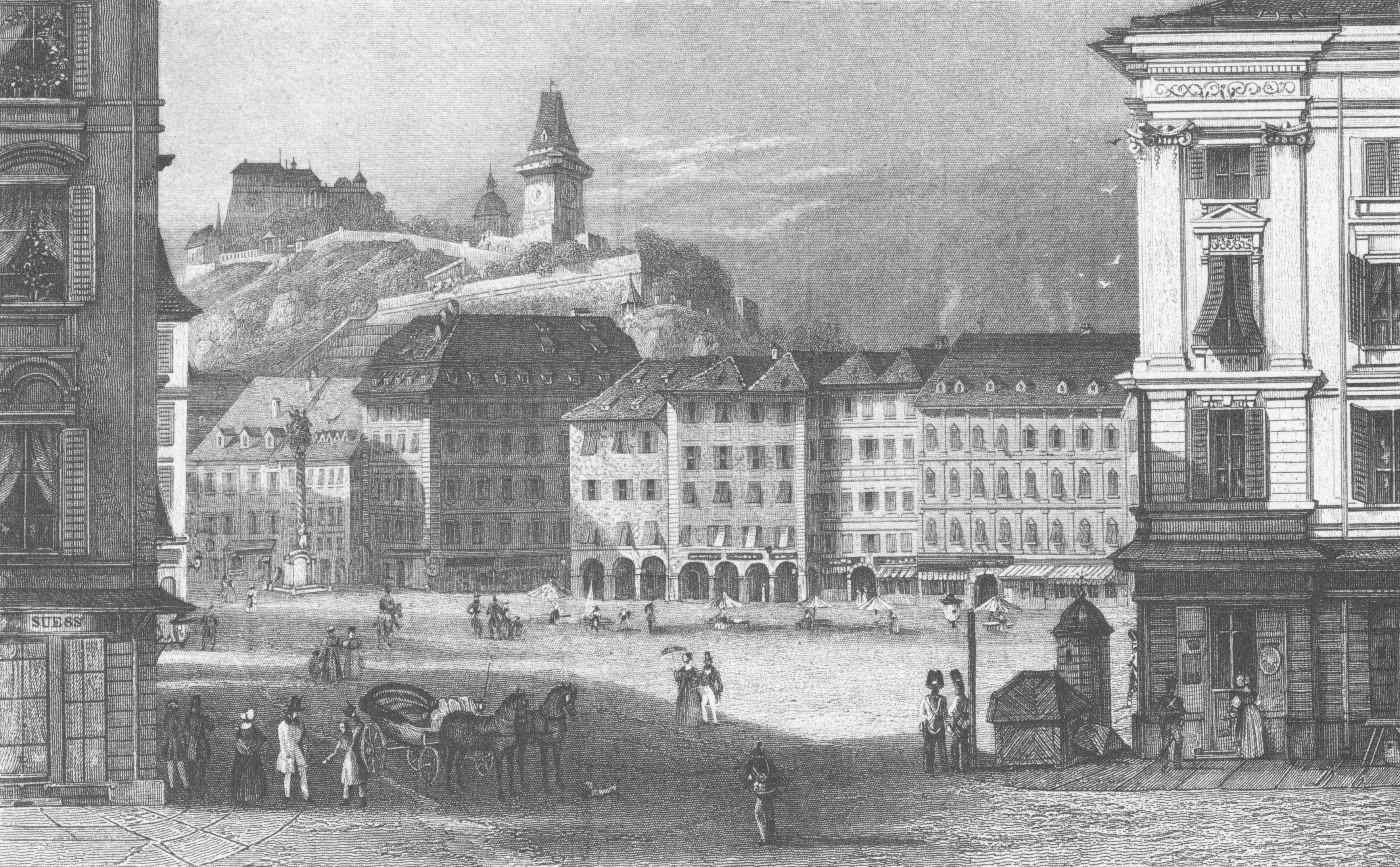
Hauptwachplatz
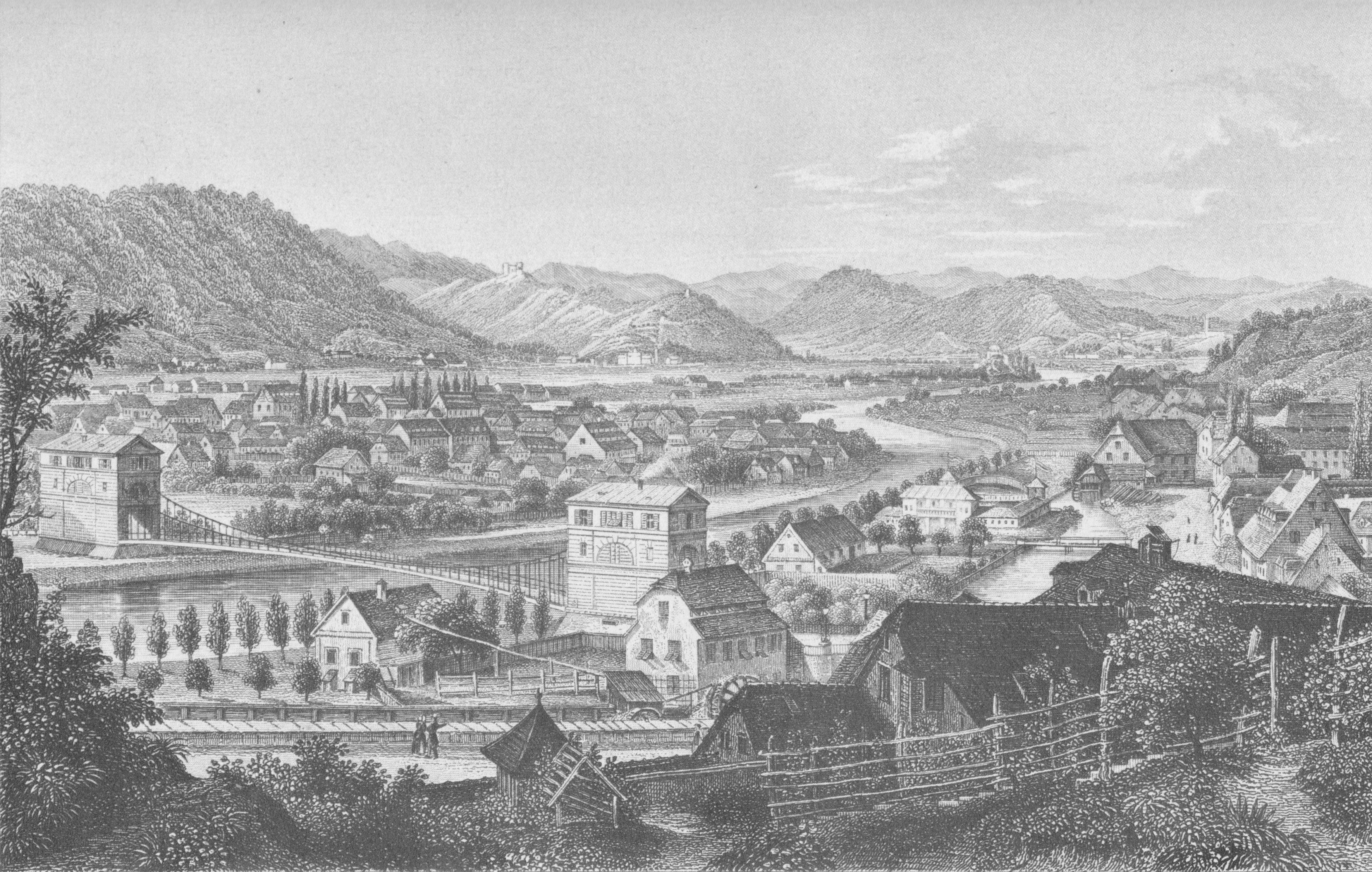
Kettenbrücke
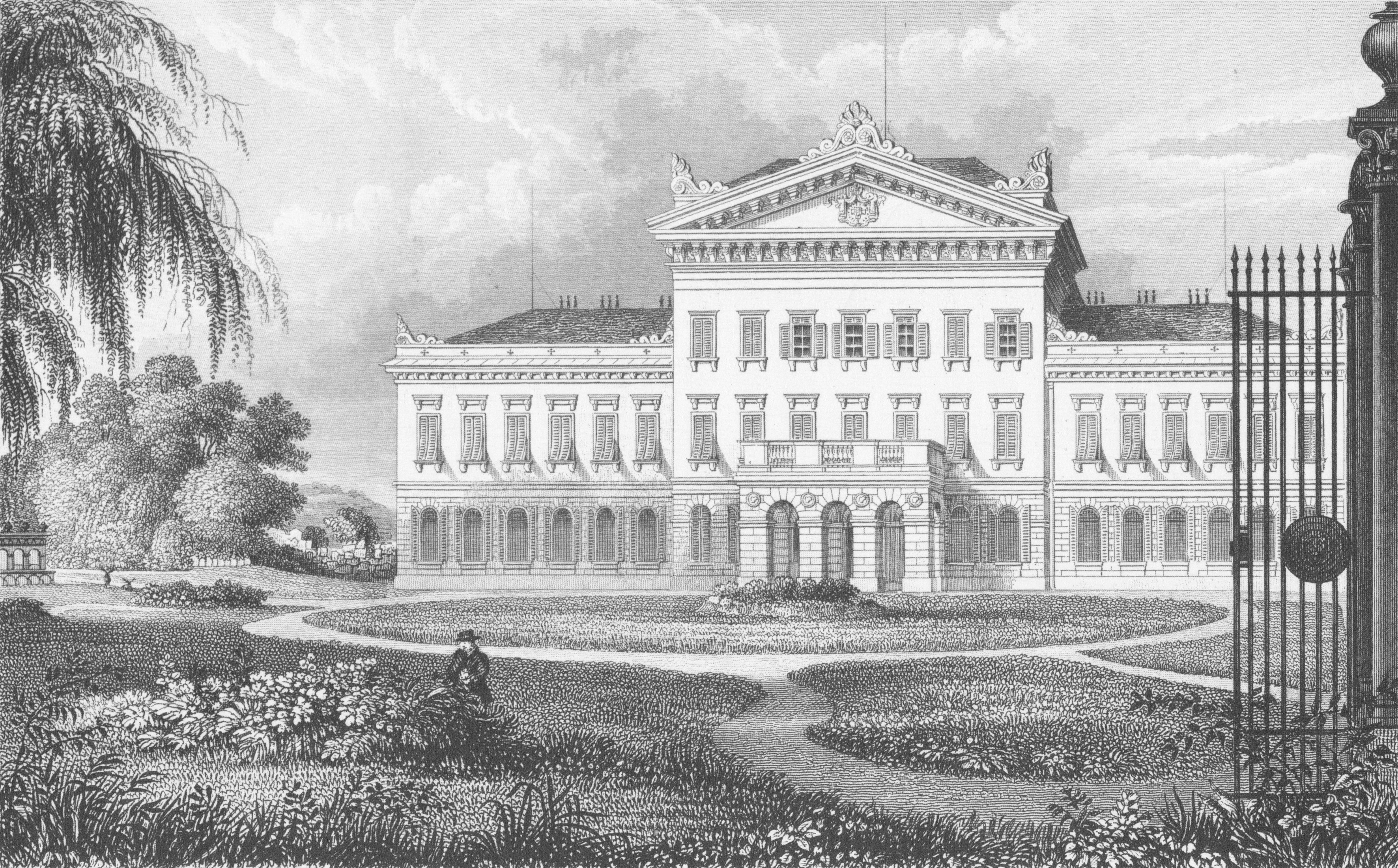
Palais Meran

Wilhelm Steinböck, Direktor des Grazer Stadtmuseums, erstellte 1976 im Vorfeld einer Ausstellung ein ausführliches Werkeverzeichnis des Künstlers. Von den insgesamt 171 Werken, die der Kunsthistoriker aufspüren konnte, sind 98 Zeichnungen, 53 Temperabilder, 17 Ölbilder und drei Aquarelle. Die meisten davon befanden sich zum Zeitpunkt der Aufnahme in Privatbesitz, der Rest im Stadtmuseum, der Neuen Galerie am Landesmuseum Joanneum und im Steiermärkischen Landesarchiv.

### Rezeption

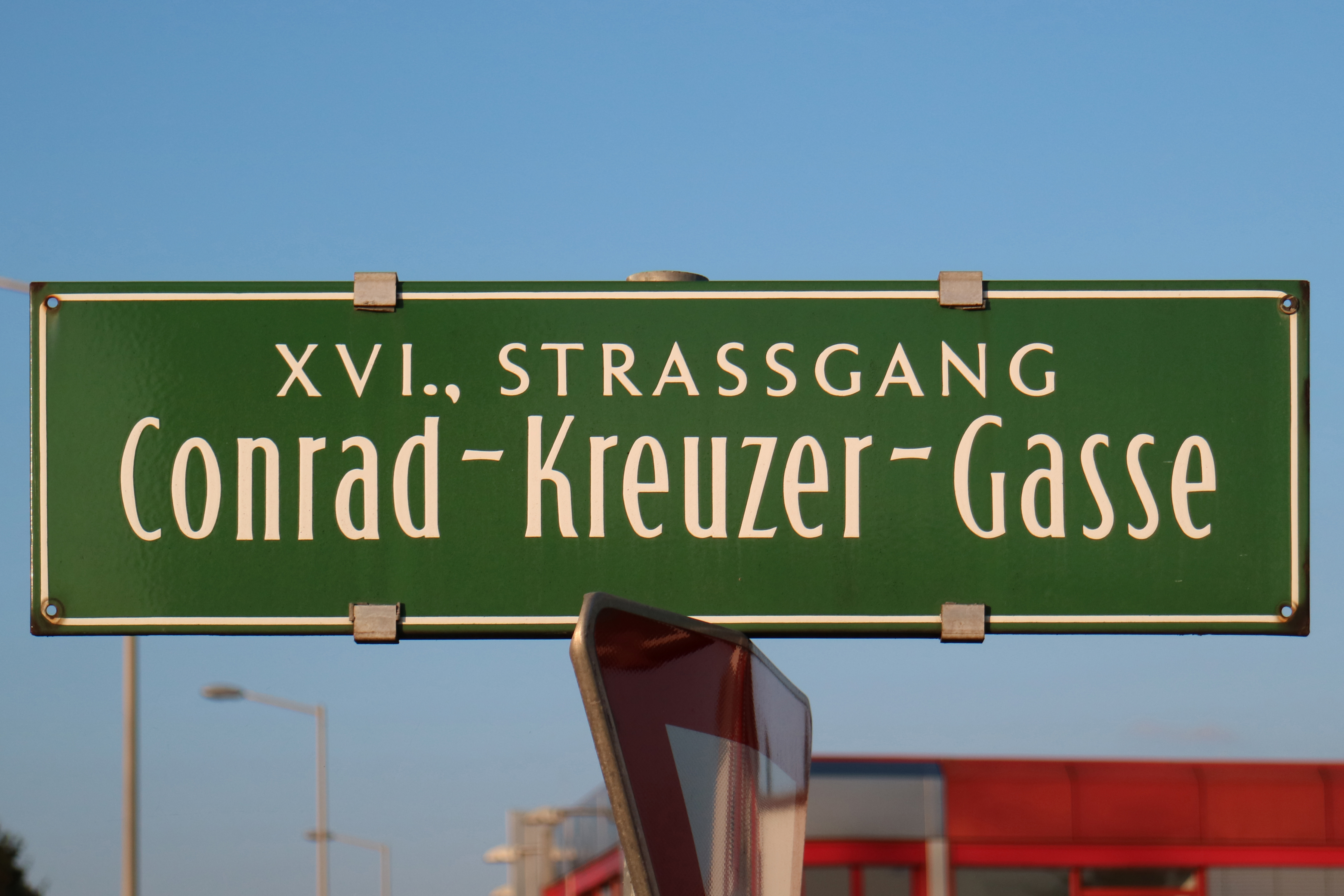
Straßenschild in Graz-Straßgang

Conrad Kreuzers Gesamtwerk bietet ein nahezu lückenloses Bild seiner Heimatstadt Graz und ihrer näheren Umgebung. Auch wenn sein Name nie überregionale oder gar internationale Bedeutung erreichte, leistete er mit seinen zahlreichen Ansichten einen wichtigen Beitrag zur Geschichte der Grazer Stadttopographie. Seine nie verlogenen oder verfälschenden Bilder brachten ihm retrospektiv Bezeichnungen wie „Porträtist“ oder „vorzüglichster, malerischer Interpret der Stadt“ ein. Nach jenen fünf Ansichten, die er Marie-Louise von Österreich zukommen ließ, soll ein italienischer Künstler im Schloss Modena Fresken angefertigt haben, was jedoch 1976 nicht mehr nachweisbar war. Die Originalansichten von Eggenberg, Maria Trost, Maria Grün, St. Leonhard und der Villa Mandell sind verschollen.
Vom Maler selbst existieren zwei Abbildungen. Neben einem um 1845 entstandenen Selbstporträt zeigt ihn eine Salzpapierkopie, vermutlich aus den 1850er-Jahren, in seinem Metier mit Zeichenblock und Stift.
Die Stadt Graz benannte die Conrad-Kreuzer-Gasse im 16. Stadtbezirk Straßgang nach dem Künstler. 1976 und 2007 widmete das Grazer Stadtmuseum Conrad Kreuzer jeweils eine Ausstellung.

### Werke (Auswahl)
Ölbilder
- Gebirgslandschaft in der Obersteiermark. Öl auf Leinwand, 39 × 49,5 cm, signiert K. Kreuzer 835.
- Obersteirische Landschaft. Öl auf Leinwand, Bezeichnung C. Kreuzer 1860 auf Rückseite.
- Die Grabenvorstadt. Öl auf Leinwand, 61 × 74 cm, signiert C. Kreuzer.
- Mariatrost, auf der Straße vorne eine Prozession. Öl auf Leinwand, 61 × 77 cm, Neue Galerie (Landesmuseum Joanneum).
- Gmeingrube mit der Ansicht von Trofaiach. Öl auf Leinwand, 66 × 88 cm, signiert C. Kreutzer 856, Neue Galerie (Landesmuseum Joanneum).
- Das Tote Weib. Öl auf Leinwand, 95 × 72 cm, signiert C. Kreutzer, datiert 1856.
- St. Peter am Freienstein. Öl auf Leinwand, 65 × 89 cm, signiert C. Kreuzer 1857, Neue Galerie (Landesmuseum Joanneum).
- Graz von Nordwesten, im Vordergrund die Villa Diana am Rosenberg. Öl auf Leinwand, 61 × 77,3 cm, signiert C. Kreuzer, Stadtmuseum Graz.
- Grundlsee. Öl auf Blech, 25,4 × 32,2 cm, signiert C. Kreuzer.
- Göß bei Leoben. Öl auf Leinwand, 75 × 96 cm, signiert C. Kreuzer, datiert 1858.

Temperabilder
- Hafenphantasie. Tempera auf Papier, 36 × 46 cm, datiert 1830, Neue Galerie (Landesmuseum Joanneum).
- Die Akropolis von Athen. Tempera auf Papier, datiert 1831, Neue Galerie (Landesmuseum Joanneum).
- Lustgarten auf der Dietrichsteinbastei mit Blick auf Mausoleum, Dom, Burg und Schloßberg. Tempera auf Papier, 27,8 × 35,6 cm, signiert K. Kreuzer pinxit. 830.
- Biedermeiergarten im Geidorfviertel. Tempera auf Papier, 66,2 × 103 cm, Stadtmuseum Graz, signiert Conrad Kreuzer 1835.
- Graz von Südosten, vom Ruckerlberg. Tempera auf Papier, 49,2 × 78,5 cm, signiert aufgenohmen und gemahlt von C. Kreuzer academischer Mahler 836, Stadtmuseum Graz.
- Kettenbrücke von Graz und nordwestliche Vorstadt. Tempera auf Papier, 64,5 × 89,7 cm, signiert Aufgenommen und gemahlt im Jahr 1836 durch C. Kreuzer Academischer Mahler, Stadtmuseum Graz.
- Kapelle. Tempera auf Papier, 9,3 × 14,3 cm, signiert C. K.
- Die Grabenvorstadt. Tempera auf Papier, 28,5 × 44 cm, signiert C. Kreuzer.
- Graz, von Waltendorf her gesehen. Tempera auf Papier, Vorlage für Stahlstich in Schreiners Grätz, um 1840, Neue Galerie (Landesmuseum Joanneum).
- Hauptwachplatz. Tempera auf Papier,  12,9 × 20 cm, signiert C. Kreuzer, Vorlage für Stahlstich in Schreiners Grätz.
- Domkirche. Tempera auf Papier, 13,7 × 20,5 cm, Vorlage für Stahlstich in Schreiners Grätz, Stadtmuseum Graz.
- Mausoleum. Tempera auf Papier, 32 × 21 cm, Vorlage für Stahlstich in Schreiners Grätz, Stadtmuseum Graz.
- Burg, Mausoleum und Stadtpfarrkirche, vom Schloßberg her gesehen. Teil I einer Panoramafolge vom Schloßberg, Tempera auf Papier, 29,9 × 44,5 cm, signiert Conrad Kreuzer 841.
- Graz gegen Südwesten mit dem Landhaus, dem alten Rathaus, der Radetzkybrücke und der Franziskanerkirche, im Vordergrund die Bürgerbastei und der Uhrturm. Teil II einer Panoramafolge vom Schloßberg, Tempera auf Papier, 29,8 × 44,3 cm, signiert Conrad Kreuzer 840.
- Blick vom Schloßberg gegen Westen auf den Sack und die Murvorstadt. Teil III einer Panoramafolge vom Schloßberg, Tempera auf Papier.
- St. Peter-Stadtfriedhof mit den Grabdenkmälern der Maria-Theresia-Ordensritter General Frh. von Langenau und General Frh. von Zach. Tempera auf Papier, 37 × 55,8 cm, signiert C. Kreuzer 840, Neue Galerie (Landesmuseum Joanneum).
- Rosenberg von Südwesten mit Grabenstraße. Tempera auf Papier, 29,6 × 43,7 cm, signiert C. Kreuzer.
- Maria Grün, Kirche und Schloß Kroisbach. Tempera auf Papier, 29,7 × 43,8 cm, signiert Conrad Kreuzer 841.
- Graz von Osten, im Vordergrund Mozartgedenkstätte. Tempera auf Papier, 75 × 100,5 cm, signiert C. Kreuzer.
- Altaussee mit Personengruppe. Tempera auf Papier, 20 × 29 cm, signiert C. Kr.
- Steirisches Weinlandgebiet. Tempera auf Papier, 15 × 21,3 cm.
- Werden und Vergehen: Vanitasdarstellung mit Libellen, Schmetterling, Schnecke, Frosch, Käfern, Schlangen und Totenkopf. Tempera auf Papier, 27,5 × 44, 7 cm, signiert K. Kreuzer 833.

Aquarelle
- Selbstporträt. Aquarell auf Papier, 18,4 × 14 cm.
- Kaktusblüte. Aquarell auf Papier, auf Karton aufgeklebt, 22,6 × 26,4 cm, signiert K. Kreuzer.
- Blumenstilleben mit zwei Tauben. Aquarell auf Karton, 11 × 17,5 cm, signiert C. Kreuzer.

Zeichnungen
- Die alte Universität. Bleistift und Feder, 10 × 15,5 cm, Stadtmuseum Graz.
- Das Mausoleum von Graz. Bleistiftzeichnung, 45,7 × 63,9 cm, Steiermärkisches Landesarchiv.
- Jakominiplatz. Bleistiftzeichnung, 10 × 15,5 cm, Stadtmuseum Graz.
- Blick vom Schloßberg auf die Domkirche, vom Cerinischen Garten aus gesehen. Federzeichnung, aquarelliert, 27,5 × 44,5 cm, Steiermärkisches Landesarchiv.
- Blick aus dem Garten unter dem Uhrturm auf das Palais Attems und Ursulinenkirche, im Mittelgrund die Murvorstadt. Federzeichnung, laviert, auf getöntem Papier, 29,5 × 44,6 cm, signiert Kreuzer, Steiermärkisches Landesarchiv.
- Tobelbad. Bleistiftzeichnung, 23,7 × 34,7 cm.
- Blick von Eggenberg auf die Stadt. Sepiazeichnung, 45,5 × 105 cm, Steiermärkisches Landesarchiv.
- Verbindungsgang zwischen Dom und Burg gegen Westen. Bleistiftzeichnung, laviert, 28,3 × 30,4 cm, signiert C. K., Steiermärkisches Landesarchiv.
- Der Burggraben. Federzeichnung, laviert, auf getöntem Papier, 26,7 × 44,4 cm, signiert Kreuzer, datiert 1838, Steiermärkisches Landesarchiv.
- Kettenbrücke von Graz. Bleistiftzeichnung auf getöntem Papier, 54,3 × 76,2 cm, Steiermärkisches Landesarchiv.
- Die Burgruine Gösting. Federzeichnung, laviert, 39 × 48 cm, signiert C. Kreuzer.
- Blick vom Schloßberg auf das Glockengießerhaus und die Kettenbrücke. Bleistiftzeichnung, 66,4 × 102 cm, Steiermärkisches Landesarchiv.
- Mariatrost. Bleistiftzeichnung, laviert, auf getöntem Papier, 38 × 48,7 cm, datiert ca. 1860, Steiermärkisches Landesarchiv.
- St. Leonhard. Federzeichnung, laviert, 42,5 × 59,3 cm, signiert C. Kreuzer, Steiermärkisches Landesarchiv.
- Stadtgraben, dahinter Mausoleum, Dom, Burg und Schloßberg. Federzeichnung, laviert, 26,5 × 44,5 cm, signiert Kreuzer, Steiermärkisches Landesarchiv.
- Schloß Eggenberg. Federzeichnung, laviert, 20,5 × 29 cm, signiert C. Kreuzer.
- Eisenhammer zu Feistritz bei Peggau. Bleistiftzeichnung, 24,2 × 36,5 cm.
- Murvorstadtplatz. Federzeichnung, mit Sepia laviert, 37,6 × 50 cm, signiert und datiert 1847, Neue Galerie (Landesmuseum Joanneum).
- Partie an der Mur mit dem Schloßberg im Hintergrund. Tusch-Sepia-Zeichnung, 30,1 × 41,1 cm, signiert C. Kreutzer, datiert um 1840.
- Graz, vom Schloßberg her nach Süden gesehen. Bleistiftzeichnung, 19 × 26 cm, Steiermärkisches Landesarchiv.
- Alt-Pfannberg. Federzeichnung, laviert, 33 × 44 cm, Steiermärkisches Landesarchiv.
- Schloß Stübing. Sepiazeichnung, 33 × 45 cm, Steiermärkisches Landesarchiv.
- Schloß Waldstein. Sepiazeichnung, 33 × 45 cm, Steiermärkisches Landesarchiv.
- Ruine Waldstein. Sepiazeichnung, 33 × 45 cm, Steiermärkisches Landesarchiv.
- Basteigarten über dem Tummelplatz. Bleistiftzeichnung, 28,5 × 20,5 cm.